# اونوپروستون
اونوپروستون (انگلیسی: Unoprostone) یک داروی آنالوگ پروستاگلاندین است که برای مدیریت گلوکوم با زاویه باز و فشار خون بالا به بازار عرضه شده است.